# 三T

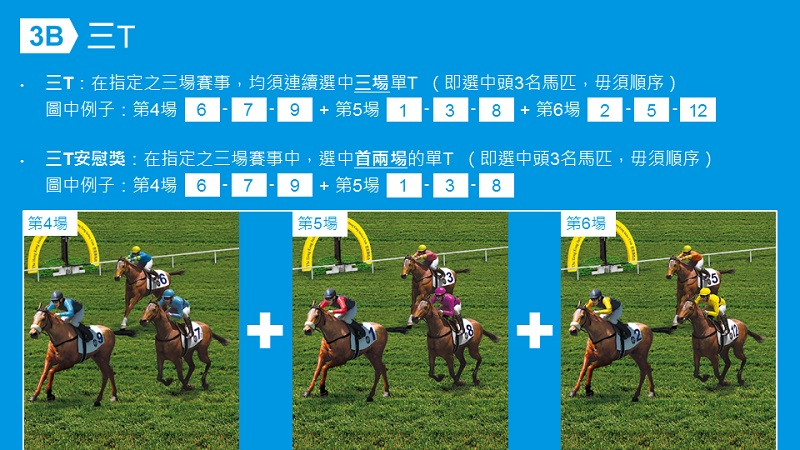

三T是賽馬其中一個設有多寶彩金的投注種類，於1995年1月推出，是由香港賽馬會接受投注的一個特別彩池，並設有多寶彩金（Jackpot）的投注種類，在指定三場賽事中均選中第1名、第2名及第3名馬匹，毋須順序，可獲得正獎。在指定三場賽事中選中首兩關第1名、第2名及第3名馬匹，毋須順序，可獲得「安慰獎」。

## 投金額
每注最低投注金額為港幣$10。
若每票投注總額達港幣$100或以上，可以靈活玩方式投注，而每注最低投注金額為港幣$2。

## 投方法
| 投種類     | 投方法／備註 |
| ---------- | --- |
| 「單式」投注 | 從自選任何馬匹編號中每關選出3匹不同馬匹編號。 |
| 「複式」投注 | 從自選任何馬匹編號中選出其中一關在內的4匹或以上不同馬匹編號。                                                                                         |
| 「馬膽」投注   | 1. 從自選任何馬匹編號中選出1匹或2匹不同馬匹編號作「膽」（即馬膽），加上其他馬匹編號作「腳」（即配腳）。 2. 「作『』」及「作『腳』」的馬匹編號不可以相同。 |

同時，三Ｔ亦接受電腦票，包括有三匹單式、每關四匹複式、每關一胆拖三腳、以及頭關四匹複式次關及尾關三匹單式。

## 中獎方法
「正獎」－在指定三場賽事中均選中第1名、第2名及第3名馬匹，毋須順序。
「安慰獎」－在指定三場賽事中選中首兩關第1名、第2名及第3名馬匹，毋須順序。

## 賽事編排及多寶彩金
三T賽事場次編排在賽事的第4場至第6場或第5至第7場，而每個賽日的三T多寶以港幣$10計，最低派彩金額為二百萬。

## 紀錄
最高派彩紀錄於2003年8月31日產生，馬匹分別為首關健威靈、心中有理及寶樹名駒，次關勁兔、追針及陶醉，尾關強中寶、德福及巴辣仔。
派彩155,578,703元。
最低派彩紀錄(以中足3關計)，於2021年4月5日出現，馬匹分別為首關齊心同行、叻叻精彩及戰鬥英雄，次關帝豪寶寶、大紅蜂及十二馬，尾關紅旺、虹鴻及雄龍。派彩2,225元。。
2001年11月6日跑馬地賽事，當日出現鉅額多寶三T，三T每注獨中正獎派38,577,504港元，後來該賽馬博彩集團放棄兌現彩金，合共超過1億港元。

## 外部連結
- 香港賽馬會的官方網站（页面存档备份，存于）

1. 1 2  派彩紀錄 （页面存档备份，存于）東網-馬經.
2. ↑  .   [2020-09-07]. （原始内容存档于2018-09-22）.